# Épieds-en-Beauce
Épieds-en-Beauce is een gemeente in het Franse departement Loiret (regio Centre-Val de Loire). De plaats maakt deel uit van het arrondissement Orléans. Épieds-en-Beauce telde op 1 januari 2022 1.446 inwoners.

## Geografie
De oppervlakte van Épieds-en-Beauce bedroeg op 1 januari 2022 40,22 vierkante kilometer; de bevolkingsdichtheid was toen 36 inwoners per km².

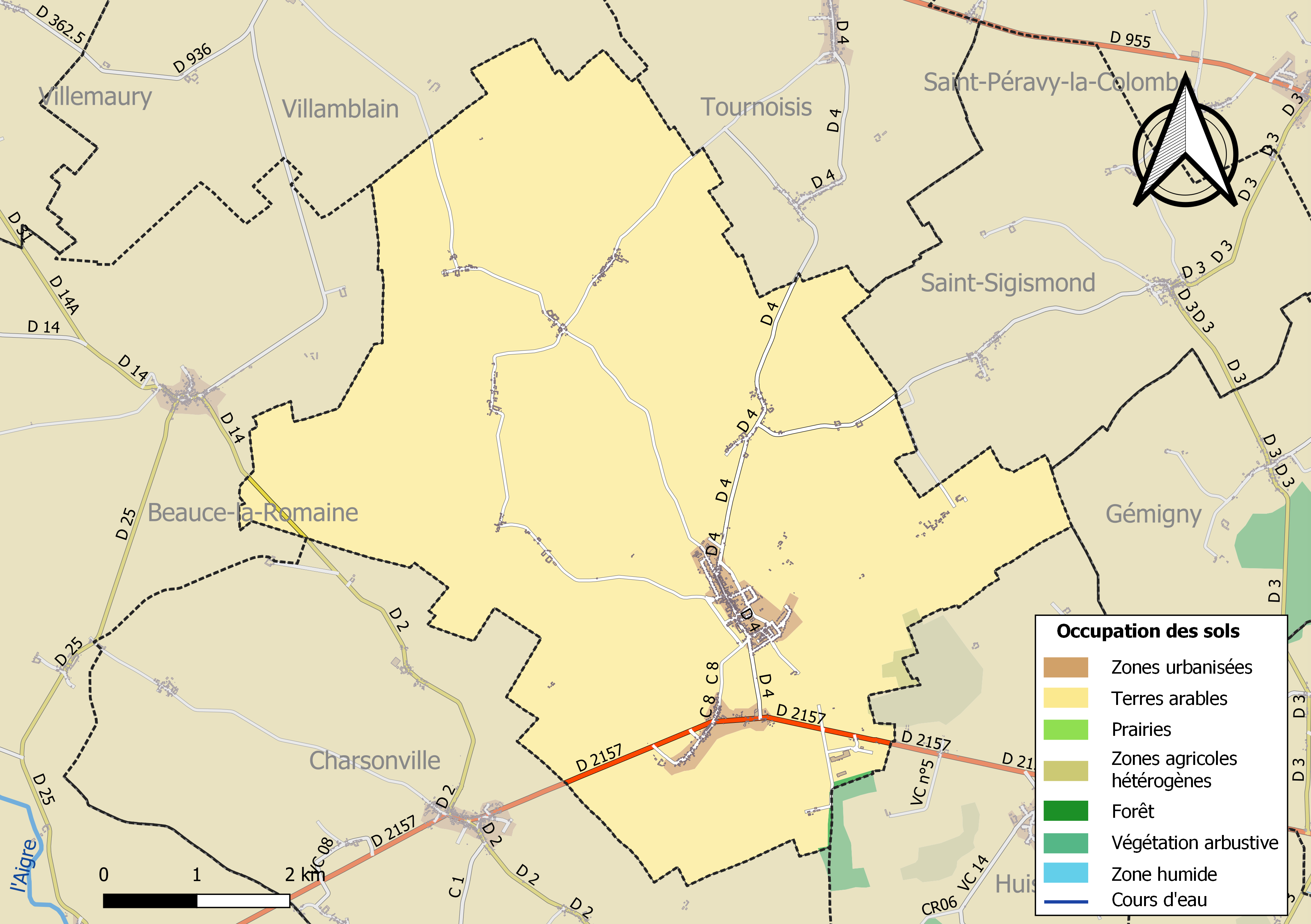
Kaart van de gemeente met de belangrijkste infrastructuur, bodemgebruik en omliggende gemeenten

## Demografie
Onderstaande figuur toont het verloop van het inwonertal (bron: INSEE-tellingen).